# Phoenicoparrus
A Phoenicoparrus a madarak (Aves) osztályának a flamingóalakúak (Phoenicopteriformes) rendjébe, ezen belül a flamingófélék (Phoenicopteridae) családjába tartozó nem.

## Rendszertani besorolásuk
Korábban az idetartozó fajokat a Phoenicopterus nembe sorolták, azonban 2014-ben az újabb DNS-vizsgálatok következtében, a Phoenicoparrus nembe helyezték át. Ez a taxonnév, nem új, csak újra előszedték. A taxont 1856-ban, Bonaparte francia természettudós alkotta meg.

## Rendszerezés
A nembe az alábbi 2 faj tartozik:
- andoki flamingó (Phoenicoparrus andinus) (Philippi, 1854)
- rövidcsőrű flamingó (Phoenicoparrus jamesi) (Sclater, 1886)[4]

## Fordítás
- Ez a szócikk részben vagy egészben  a   Phoenicoparrus című angol Wikipédia-szócikk ezen változatának fordításán alapul.  Az eredeti cikk szerkesztőit annak laptörténete sorolja fel. Ez a jelzés csupán a megfogalmazás eredetét és a szerzői jogokat jelzi, nem szolgál a cikkben szereplő információk forrásmegjelöléseként.